# Prison de Brissogne
La prison de Brissogne est un établissement pénitentiaire situé aux Îles de Brissogne, dans la Vallée d'Aoste, en Italie.

## Description
Construite au début des années 1980 et ouverte en 1984, la prison de Brissogne dispose d'une capacité de 301 places en 2016.
Les agents de la police pénitentiaire présents sont au nombre de 170 en 2016,.